# 싸일런트 트리거
싸일런트 트리거(Silent Trigger)는 영국에서 제작된 러셀 멀케이 감독의 1996년 액션, 드라마, 스릴러 영화이다. 돌프 룬드그렌 등이 주연으로 출연하였고 니콜라스 클레르몽 등이 제작에 참여하였다.

## 출연

### 주연
- 돌프 룬드그렌

### 조연
- 지나 벨만
- 콘래드 던
- 크리스토퍼 헤이어달

## 제작진
- 제작책임: 스튜어트 하딩
- 특수효과: 알렉스 맥도웰
- 의상: 뤽 J. 비랜드
- 배역: 나디아 로나
- 배역: 제레미 짐머만